# Time (album Fleetwood Mac)
Time – siedemnasty album studyjny zespołu Fleetwood Mac z 1995 roku.

## Lista utworów
1. "Talkin' to My Heart" (Billy Burnette, Deborah Allen, Rafe VanHoy) – 4:54
2. "Hollywood (Some Other Kind of Town)" (Christine McVie, Eddy Quintela) – 5:43
3. "Blow by Blow" (Dave Mason, John Cesario, Mark Holden) – 4:24
4. "Winds of Change" (Kit Hain) – 4:26
5. "I Do" (C. McVie, Quintela) – 4:25
6. "Nothing Without You" (Delaney Bramlett, Doug Gilmore, Bekka Bramlett) – 3:06
7. "Dreamin' the Dream" (B. Bramlett, Burnette) – 3:43
8. "Sooner or Later" (C. McVie, Quintela) – 5:40
9. "I Wonder Why" (Dave Mason, Frankie Previte, Tom Fuler) – 4:28
10. "Nights in Estoril" (C. McVie, Quintela) – 4:45
11. "I Got It in for You" (Burnette, Deborah Allen) – 4:08
12. "All Over Again" (C. McVie, Quintela) – 3:32
13. "These Strange Times" (Mick Fleetwood, Ray Kennedy) – 7:04

## Twórcy
- Bekka Bramlett – wokal
- Billy Burnette – gitara, wokal
- Dave Mason – gitara, wokal
- John McVie – gitara basowa
- Christine McVie – instrumenty klawiszowe, wokal
- Mick Fleetwood – perkusja, wokal i gitara w 13